# Varga József (zenetanár)
Varga József (Nagykőrös, 1860. február 22. – 1938. március 19.) ének-zene tanár, tanítóképző-intézeti tanár, zeneszerző.

## Élete
Nagykőrösön született, ahol apja tanító volt. A gimnáziumot Budapesten végezve, ugyanott a tanítóképzőben és a pedagógiumban a nyelvészeti és művészeti szakra készült. Nevelősködése után zenetanári vizsgálatot tett és a nagyenyedi Bethlen-főiskolában ének- és zenetanárnak alkalmazták. 1887-ben mint képzőintézeti zenetanár Szarvasra kapott meghívást, ahol a főgimnáziumban és tanítóképzőben az éneklést és zenét tanította. Mint a szarvasi férfidalkör karvezetője, mint a polgári leányiskola zenetanára és szerkesztő, befolyást gyakorolt Szarvas közművelődésére és társadalmi életére. 1893-tól 1900. augusztus végéig a debreceni református egyház felsőbb leányiskolájában, majd az ezzel kapcsolatosan szervezett tanítóképző-intézetben működött; emellett a Kossuth utcai református templomban orgonista is volt. 1900-ban Nagykőrös választotta meg tanítóképző-intézeti zenetanárnak.
A Szarvasi Lapok munkatársa volt 1888-ban; cikke a Nagykőrösi Ujságban (1901. 42-46. sz. Az ókori zsidók zenei élete) sat.
Szerkesztette a Szarvasi Lapokat 1889-ben, a Szarvas és Vidékét (alapította és szerkesztette) 1890-1893-ig (társadalmi hetilapok).

## Munkája
- Dalár-Zsebkönyv. Négyszólamú férfi- és vegyes-karok anthologiai gyűjteménye. Budapest, 1888. Két kötet.

Zeneszerzeményei (melyek közül egy pályadíjat is nyert) önállóan és zenefolyóiratokban jelentek meg; (részben szakcikkei is), ú. m. a következőkben: Deák-féle Emke-Daloskönyv, Magyar Harmonia, Apolló, Protestáns Zeneközlöny, Sárospataki Karénektár, Új Magyar Férfikarok Zsebkönyve Révfy Gézától; összesen 14 zenemű.